# Ectopatria virginea
Ectopatria virginea är en fjärilsart som beskrevs av Oswald Beltram Lower 1905. Ectopatria virginea ingår i släktet Ectopatria och familjen nattflyn. Inga underarter finns listade i Catalogue of Life.